# Csárad
Csárad (szlovákul Čaradice) község  Szlovákiában, a Nyitrai kerület Aranyosmaróti járásában.

## Fekvése
Aranyosmaróttól 7 km-re délkeletre fekszik.

## Története
1209-ben "Charat" alakban említik először. 1326-ban "Chorad" néven szerepel, a garamszentbenedeki bancés apátság birtoka volt. 1386-ban a gímesi vár tartozékaként Mária magyar királynő visszaadja Forgách Balázsnak.
A 17. század végén az aranyosmaróti Forgáchoké. 1601-ben 48 ház állt a településen. 1618-ban elfoglalta a török. 1619-ben hódolt falu volt. 1715-ben malma, szőlőskertje és 18 adózó háztartása volt. 1828-ban 79 házában 557 lakos élt. Lakói mezőgazdasággal és szőlőtermesztéssel foglalkoztak. A 19. században papírgyárat és üveggyárat alapítottak a községben.
Vályi András szerint "CSARÁD. Csaraditze. Elegyes lakosú falu Bars Vármegyében, földes Ura Migátzy Uraság, lakosai katolikusok, fekszik a’ Kis Tapoltzai járásban, határja kiváltképen termékeny, fája tűzre, és épűletre saját erdejéböl, termékeny szőlő hegye, gyümöltsös fákkal gazdag, ’s ezen kivűl más gyümöltsös kertyei is vagynak, elegendő legelője van, földgye, réttye jó, piatzozása Sz. Benedeken, ’s Garam vizén malma, első Osztálybéli"
Fényes Elek szerint "Csárad, (Csaradicze), tót falu, Bars vgyében, Sz. Benedekhez 1 mfd. 554 kath. lak. Van szőlőhegye, erdeje, kövér rétjei, vizimalma. G. Migazzi öröksége. Ut. p. Léva."
A trianoni békeszerződésig Bars vármegye Aranyosmaróti járásához tartozott. Lakói kisbirtokosok, erdei munkások voltak.

## Népessége
| Év:            | 1994. | 2004.   | 2014.   | 2024.   |
| -------------- | ----- | ------- | ------- | ------- |
| Emberek száma: | 555   | 517     | 515     | 545     |
| Eltérés:       |       | -6,84 % | -0,38 % | +5,82 % |

| Év:            | 2023. | 2024.   |
| -------------- | ----- | ------- |
| Emberek száma: | 534   | 545     |
| Eltérés:       |       | +2,05 % |

1880-ban 576 lakosából 527 szlovák és 10 magyar anyanyelvű volt.
1890-ben 583 lakosából 538 szlovák és 28 magyar anyanyelvű volt.
1900-ban 604 lakosából 596 szlovák és 3 magyar anyanyelvű volt.
1910-ben 700 lakosából 685 szlovák és 10 magyar anyanyelvű volt.
1921-ben 664 lakosából 653 csehszlovák és 8 magyar volt.
1930-ban 659 lakosából mind csehszlovák volt.
1991-ben 568 lakosából 566 szlovák és 1 magyar volt.
2001-ben 529 lakosából 526 szlovák és 2 magyar volt.
2011-ben 511 lakosából 493 szlovák és 8 magyar volt.
2021-ben 512 lakosából 471 (+1) szlovák, 2 magyar, (+1) ruszin, 2 egyéb és 37 ismeretlen nemzetiségű volt.

## Neves személyek
- Itt született 1873-ban Havas István tanító, költő és író, a Petőfi Társaság tagja.

## Nevezetességei
- Szentháromság-oszlopa a 19. század elején készült.